# رافاييل مارتن
رافاييل مارتن (بالإنجليزية: Rafael Martin)‏ هو لاعب كرة قاعدة أمريكي، ولد في 16 مايو 1984 في سان فيرناندو في الولايات المتحدة.

## وصلات خارجية
- رافاييل مارتن على موقع دوري كرة القاعدة الرئيسي (الإنجليزية)
- رافاييل مارتن على موقعبيزبول رفرنس.كوم (الدوري الرئيسي) (الإنجليزية)
- رافاييل مارتن على موقعبيزبول رفرنس.كوم (الدوري الثانوي) (الإنجليزية)
- رافاييل مارتن على موقع إي إس بي إن.كوم (أم.أل.بي) (الإنجليزية)
- رافاييل مارتن على موقع مشجعي الرسوم البيانية (الإنجليزية)